# Новотроицкая (Башкортостан)
Новотроицкая (баш. Яңы Троицкий) — деревня в Куюргазинском районе Республики Башкортостан Российской Федерации. Входит в состав Кривле-Илюшкинского сельсовета.

## География

### Географическое положение
Расстояние до:
- районного центра (Ермолаево): 23 км,
- центра сельсовета (Кривле-Илюшкино): 1 км,
- ближайшей ж/д станции (Ермолаево): 23 км.

## Население
| 2002 | 2009 | 2010 |
| ---- | ---- | ---- |
| 63   | ↗64  | ↘38  |

Национальный состав
Согласно переписи 2002 года, преобладающая национальность — русские (70 %).